# Lee Ki-joo
Dans ce nom coréen, le nom de famille, Lee, précède le nom personnel.
Lee Ki-joo (coréen : 이기주), né le 12 novembre 1926 en Corée et décédé le 9 décembre 1996, est un footballeur international sud-coréen, qui évoluait au poste d'attaquant, avant de devenir ensuite entraîneur.

## Biographie

### Carrière de joueur

#### Carrière en sélection
Avec l'équipe de Corée du Sud, il figure dans le groupe des sélectionnés lors de la Coupe du monde de 1954. Lors du mondial organisé en Suisse, il joue un match contre la Turquie.